# Richard Dix
Richard Dix (Saint Paul, Minnesota, 18 de julio de 1893–Los Ángeles, 20 de septiembre de 1949) fue un actor cinematográfico estadounidense, iniciado en la época del cine mudo.

## Inicios
Su verdadero nombre era Ernst Carlton Brimmer, y nació en St. Paul (Minnesota), ciudad en la que fue educado. En un principio, siguiendo los deseos de su padre, estudió con vistas a hacerse cirujano. Tras un año en la Universidad de Minnesota, decidió empezar a trabajar en un banco, pasando las tardes ensayando como intérprete. Alto y de constitución robusta, Dix sobresalía en el deporte, especialmente el fútbol americano y el béisbol, habilidades que le servirían para la interpretación de personajes vigorosos. Su inicio como profesional tuvo lugar en una compañía local de teatro de repertorio, actividad que le llevó a actuar en el teatro en la ciudad de Nueva York. Posteriormente se trasladó a Los Ángeles, pasando a ser primer actor de la Morosco Stock Company y consiguiendo más adelante un contrato con Paramount Pictures.

## Carrera
Una vez en Hollywood, Dix se inició en el género western, siendo uno de los pocos actores en superar con éxito la transición del cine mudo al sonoro. Uno de sus papeles más recordados para el cine mudo fue el que hizo en la película de Cecil B. DeMille Los Diez Mandamientos (1923). 
En 1931 fue nominado al Oscar al mejor actor por su actuación como Yancey Cravat en Cimarrón, producción en la que trabajó junto a Irene Dunne. Cimarrón, basada en una popular novela de Edna Ferber, se llevó el Oscar a la mejor película. Más adelante Dix protagonizó otra aventura de RKO Pictures, The Lost Squadron.
Otra interpretación destacada de Dix fue la del film británico de 1935 The Tunnel. Además, Dix trabajó en The Great Jasper y Blind Alibi a finales de la década de 1930. En Blind Alibi, film dirigido por Lew Landers, trabajaba con Ace, el Perro Maravilla, y con Whitney Bourne y Eduardo Ciannelli. 
En los años cuarenta protagonizó The Whistler, el primero de una serie de ocho filmes producidos por Columbia Pictures. Dix se retiró de la interpretación tras el rodaje de la séptima película de la serie The Thirteenth Hour.

## Fallecimiento
Richard Dix se retiró del cine en 1947. Tuvo un primer matrimonio, con Winifred Coe, el 20 de octubre de 1931. La pareja tuvo una hija, Martha Mary Ellen, y se divorciaron en 1933. Volvió a casarse el 29 de junio de 1934, en esta ocasión con Virginia Webster. Tuvieron gemelos, Richard Jr. y Robert Dix, y una hija adoptada, Sara Sue. 
Tras sufrir un infarto agudo de miocardio el 12 de septiembre de 1949 mientras viajaba en tren de Nueva York a Los Ángeles. Dix falleció en esa última ciudad el 20 de septiembre. Tenía 56 años de edad. Fue enterrado en el Cementerio Forest Lawn Memorial Park de Glendale (California).
Richard Dix recibió una estrella en el Paseo de la Fama de Hollywood, en el 1610 de Vine Street, por su dedicación al cine.

## Filmografía

### Cine mudo
| Año  | Film                                                     | Papel                       | Observaciones |
| ---- | -------------------------------------------------------- | --------------------------- | ------------- |
| 1917 | One of Many                                              | James Lowery                |               |
| 1921 | Not Guilty                                               | Paul Ellison/Arthur Ellison |               |
| 1921 | All's Fair in Love                                       | Bobby Cameron               |               |
| 1921 | Dangerous Curve Ahead                                    | Harley Jones                |               |
| 1921 | The Poverty of Riches                                    | John Colby                  |               |
| 1922 | The Glorious Fool                                        | Billy Grant                 |               |
| 1922 | Yellow Men and Gold                                      | Parrish                     |               |
| 1922 | Fools First                                              | Tommy Frazer                |               |
| 1922 | The Wall Flower                                          | Walt Breen                  |               |
| 1922 | The Bonded Woman                                         | Lee Marvin                  |               |
| 1922 | The Sin Flood                                            | Bill Bear                   |               |
| 1923 | The Christian                                            | John Storm                  |               |
| 1923 | Quicksands                                               | Teniente Bill               |               |
| 1923 | Souls for Sale (Almas en venta)                          | Frank Claymore              |               |
| 1923 | The Woman with Four Faces (La mujer de las cuatro caras) | Richard Templar             |               |
| 1923 | Racing Hearts                                            | Robby Smith                 |               |
| 1923 | To the Last Man                                          | Jean Isbel                  |               |
| 1923 | Los Diez Mandamientos                                    | John McTavish               |               |
| 1923 | The Call of the Canyon                                   | Glenn Kilbourne             |               |
| 1924 | The Stranger                                             | Larry Darrant               |               |
| 1924 | Icebound                                                 | Ben Jordan                  |               |
| 1924 | Unguarded Women                                          | Douglas Albright            |               |
| 1924 | Sinners In Heaven                                        | Alan Croft                  |               |
| 1924 | Manhattan                                                | Peter Minuit                |               |
| 1924 | Too Many Kisses                                          | Richard Gaylord, Jr         |               |
| 1924 | A Man Must Live                                          | Geoffrey Farnell            |               |
| 1925 | The Shock Punch                                          | Randall Lee Savage          |               |
| 1925 | Men and Women                                            | Will Prescott               |               |
| 1925 | The Lucky Devil                                          | Randy Farnum                |               |
| 1925 | The Vanishing American (El ocaso de una raza)            | Nophaie                     |               |
| 1925 | Womanhandled (Juguete de las mujeres)                    | Bill Dana                   |               |
| 1926 | Let's Get Married (Casémonos)                            | Billy Dexter                |               |
| 1926 | Fascinating Youth                                        | Invitado                    |               |
| 1926 | Say It Again                                             | Bob Howard                  |               |
| 1926 | The Quarterback                                          | Jack Stone                  |               |
| 1927 | Paradise for Two (Paraíso para dos)                      | Steve Porter                |               |
| 1927 | Knockout Reilly                                          | Dundee 'Knockout' Reilly    |               |
| 1927 | Man Power                                                | Tom Roberts                 |               |
| 1927 | Shanghai Bound                                           | Jim Bucklin                 |               |
| 1927 | The Gay Defender (Joaquín Murrieta)                      | Joaquín Murrieta            |               |
| 1928 | Sporting Goods                                           | Richard Shelby              |               |
| 1928 | Easy Come, Easy Go                                       | Robert Parker               |               |
| 1928 | Warming Up (Sangre deportiva)                            | Bert Tulliver               |               |
| 1928 | Moran of the Marines                                     | Michael Moran               |               |
| 1929 | The Love Doctor                                          | Dr. Gerald Summer           |               |
| 1929 | Redskin                                                  | Wingfoot                    |               |

### Cine sonoro
| Año                | Título                                      | Personaje                            | Observaciones                   |
| ------------------ | ------------------------------------------- | ------------------------------------ | ------------------------------- |
| 1929               | Nothing But the Truth                       | Robert Bennett                       |                                 |
| 1929               | The Wheel of Life (La rueda de la vida)     | Capitán Leslie Yeullet               |                                 |
| 1929               | Seven Keys to Baldpate                      | William Halliwell Magee              |                                 |
| 1930               | Lovin' the Ladies                           | Peter Darby                          |                                 |
| 1930               | Shooting Straight                           | Larry Sheldon                        |                                 |
| 1931               | Cimarrón                                    | Yancey Cravat                        | Nominado — Oscar al mejor actor |
| 1931               | Young Donovan's Kid (El buen ladrón)        | Jim Donovan                          |                                 |
| 1931               | The Public Defender                         | Pike Winslow                         |                                 |
| 1931               | Secret Service                              | Capitán Lewis Dumont                 |                                 |
| 1932               | The Lost Squadron (La escuadrilla deshecha) | Capt. 'Gibby' Gibson                 |                                 |
| 1932               | Roar of the Dragon (Manchuria)              | Capitán Chauncey Carson              |                                 |
| 1932               | Hell's Highway                              | Frank 'Duke' Ellis                   |                                 |
| 1932               | The Conquerors (Los conquistadores)         | Roger Standish/Roger Standish Lennox |                                 |
| 1933               | The Great Jasper                            | Jasper Horn                          |                                 |
| 1933               | No Marriage Ties                            | Bruce Foster                         |                                 |
| 1933               | Ace of Aces (As de ases)                    | Teniente Segundo Rex 'Rocky' Thorne  |                                 |
| 1933               | Day of Reckoning (El desquite)              | John Day                             |                                 |
| 1934               | Stingaree                                   | Stingaree                            |                                 |
| 1934               | His Greatest Gamble                         | Phillip Eden                         |                                 |
| 1934               | West of the Pecos                           | Pecos Smith                          |                                 |
| 1935               | The Arizonian                               | Clay Tallant                         |                                 |
| 1935               | The Tunnel (El túnel transatlántico)        | Richard 'Mack' McAllan               |                                 |
| 1936               | Yellow Dust                                 | Bob Culpepper                        |                                 |
| 1936               | Special Investigator                        | William 'Bill' Fenwick               |                                 |
| 1936               | Devil's Squadron                            | Paul Redmond                         |                                 |
| 1937               | The Devil's Playground                      | Jack Dorgan                          |                                 |
| 1937               | The Devil Is Driving                        | Paul Driscoll                        |                                 |
| 1937               | It Happened in Hollywood                    | Tim Bart                             |                                 |
| 1938               | Blind Alibi                                 | Paul Dover                           |                                 |
| 1938               | Sky Giant                                   | Capt. W.R. 'Stag' Cahill             |                                 |
| 1939               | Man of Conquest (El hombre de la conquista) | Samuel Houston                       |                                 |
| 1939               | Here I Am a Stranger                        | Duke Allen                           |                                 |
| 1939               | Reno                                        | Bill Shear                           |                                 |
| 1940               | The Marines Fly High                        | Tte. Danny Darrick                   |                                 |
| 1940               | Men Against the Sky                         | Phil Mercedes                        |                                 |
| 1940               | Cherokee Strip                              | Marshall Dave Morrell                |                                 |
| 1941               | The Roundup                                 | Steve Payson                         |                                 |
| 1941               | Badlands of Dakota (Aventureros de Dakota)  | Wild Bill Hickok                     |                                 |
| 1942               | Tombstone                                   | Wyatt Earp                           |                                 |
| 1942               | American Empire                             | Dan Taylor                           |                                 |
| 1943               | Eyes of the Underworld                      | El Jefe, Richard Bryan               |                                 |
| 1943               | Buckskin Frontier                           | Stephen Bent                         |                                 |
| 1943               | The Kansan                                  | John Bonniwell                       |                                 |
| 1943               | Top Man                                     | Tom Warren                           |                                 |
| 1943               | The Ghost Ship                              | Capitán Will Stone                   |                                 |
| Serie The Whistler |                                             |                                      |                                 |
| 1944               | The Whistler                                | Earl C. Conrad                       |                                 |
| 1944               | The Mark of the Whistler                    | Lee Selfridge Nugent                 |                                 |
| 1945               | The Power of the Whistler                   | William Everest                      |                                 |
| 1945               | Voice of the Whistler                       | John Sinclair (John Carter)          |                                 |
| 1946               | Mysterious Intruder                         | Don Gale                             |                                 |
| 1946               | The Secret of the Whistler                  | Ralph Harrison                       |                                 |
| 1947               | The Thirteenth Hour                         | Steve Reynolds                       |                                 |

## Premios y distinciones
Premios Óscar
| Año  | Categoría   | Película | Resultado |
| ---- | ----------- | -------- | --------- |
| 1931 | Mejor actor | Cimarron | Nominado  |